# Livia della Rovere
Livia della Rovere (Pesaro, 16 dicembre 1585 – Castelleone di Suasa, 6 luglio 1641) fu l'ultima duchessa di Urbino per trent'anni, fino alla morte del consorte.

## Biografia
Primogenita di Ippolito della Rovere (1554-1620), marchese di San Lorenzo in Campo, e di Isabella Vitelli dei signori dell'Amatrice, nacque a Pesaro il 16 dicembre del 1585. Suo padre era figlio naturale del cardinale Giulio, fratello di Guidobaldo II; la sorella di Livia, Lucrezia (?-1652), sposò Marcantonio Lante inaugurando il ramo Lante Montefeltro della Rovere, unico sopravvissuto dei discendenti del grande Federico.

### Il destino del ducato

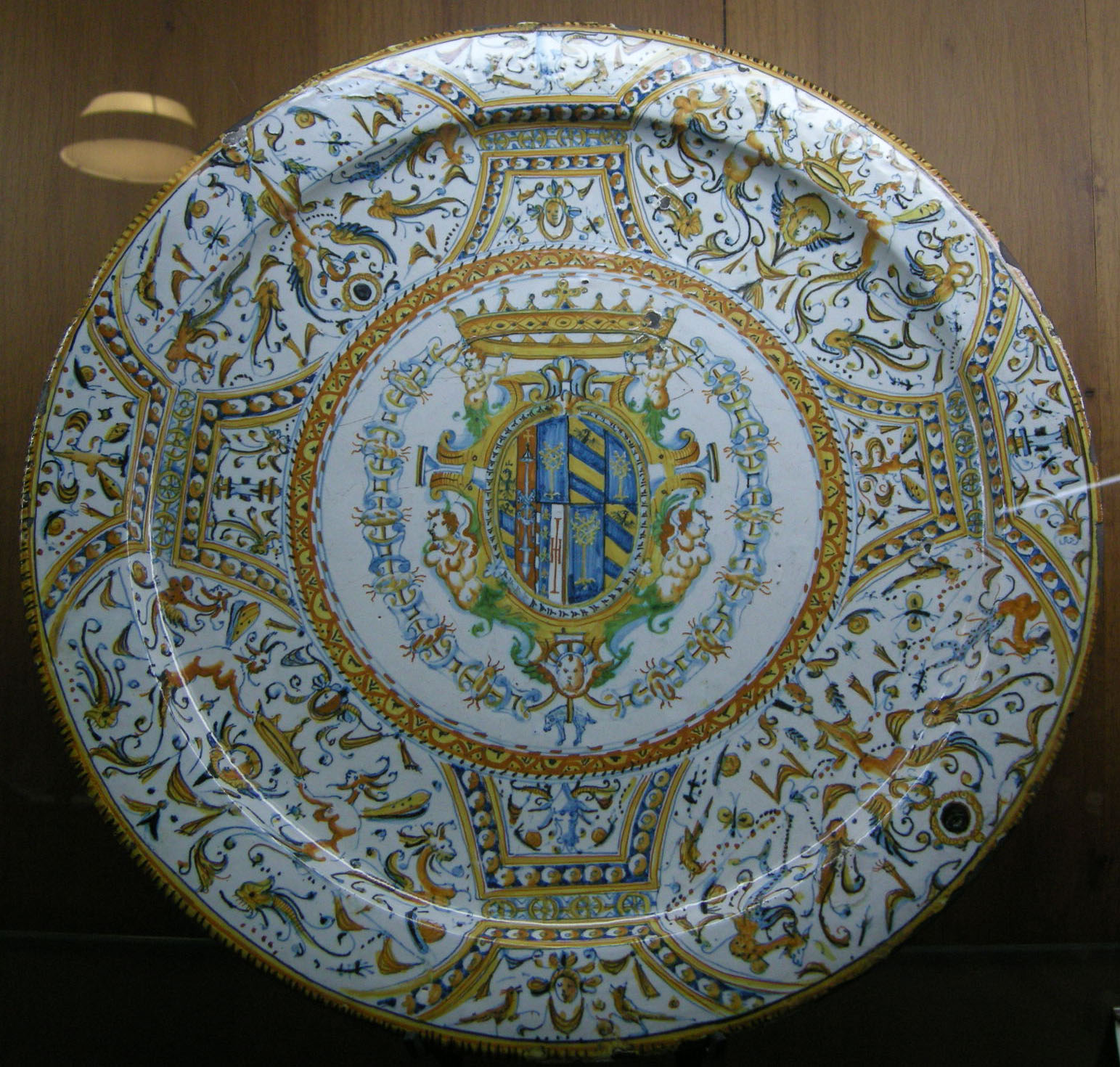
Piatto in maiolica con al centro lo stemma di Livia della Rovere, Urbino o Casteldurante, ca. 1599 (Civiche raccolte d'arte applicata, Castello Sforzesco, Milano).

La sua vita si legò in giovane età a quella del duca di Urbino Francesco Maria II della Rovere. Dopo la morte della duchessa Lucrezia d'Este che non gli aveva dato eredi, il sovrano si era rassegnato all'estinzione della casata, che avrebbe avuto come conseguenza la fine del ducato di Urbino che sarebbe stato, come consuetudine, riassorbito dallo Stato Pontificio con una centralizzata amministrazione. La situazione di incertezza preoccupava gli stessi sudditi che sotto la famiglia Della Rovere avevano vissuto un periodo aureo, con una tassazione molto bassa, relativamente ai territori sotto il diretto controllo ecclesiastico, in quanto le entrate dello Stato erano costituite per lo più dai proventi delle imprese militari dei Montefeltro prima e dei Della Rovere poi. Inoltre con questi ultimi le varie cittadine, anche piccole, erano state arricchite di monumenti e fortificate. Infine la corte di Urbino era diventata una delle più prestigiose d'Europa con artisti di fama assoluta che la frequentavano (Raffaello, Piero della Francesca, Tiziano) proprio grazie al mecenatismo della famiglia regnante.

### Il matrimonio con il cugino
È in questo clima di timore per le sorti del ducato che i consiglieri e la popolazione invitarono il riluttante e vedovo duca a nuove nozze. La scelta cadde infine sulla cugina Livia della Rovere e il matrimonio si celebrò, senza alcuno sfarzo, a Casteldurante il 26 aprile del 1599. Notevole la differenza di età tra gli sposi: neanche 14 anni lei a fronte dei 50 di lui. Le condizioni in cui si era addivenuti alle nozze, oltre alla notevole discordanza anagrafica, resero l'unione tutt'altro che felice. Innanzitutto il duca, di severe abitudini, entrò in contrasto con il marchese Ippolito, padre di Livia, che venne costretto ad allontanarsi dalla corte. Questo dissidio personale non si ricomporrà più nonostante l'interessamento della stessa duchessa.

### L'erede

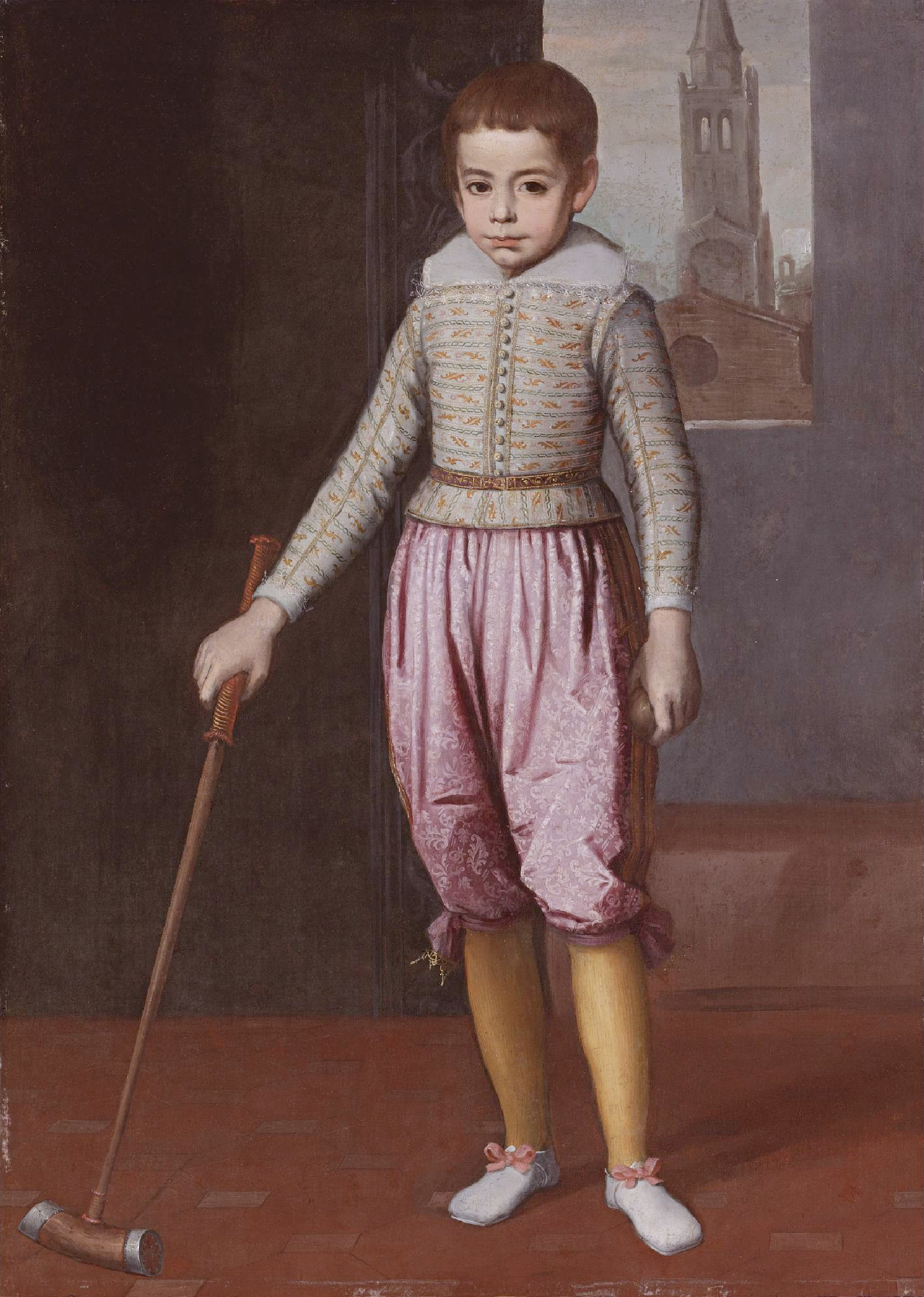
Federico Ubaldo della Rovere (1610).

La nascita a Pesaro del tanto atteso erede Federico Ubaldo della Rovere, il 16 maggio 1605, sembrò poter propiziare una felice svolta nella relazione coniugale. Il lieto evento arrecò al ducato e alla famiglia una fausta prospettiva per il futuro, i sudditi accolsero con gioia la circostanza e grandi festeggiamenti furono organizzati da tutti i paesi del ducato. Purtroppo per Livia si trattò di una breve illusione, infatti il duca le sottrasse la cura del bambino, che divenne facile obiettivo dell'adulazione dei cortigiani. La duchessa fu allontanata e "confinata" nel palazzo di Casteldurante.
Il matrimonio politico in giovane età di Federico Ubaldo con Claudia de' Medici, nel 1621, segnò l'inizio del legame del ducato di Urbino con la dinastia dei Medici. L'arrivo della nuora e l'anno successivo di una nipotina, Vittoria della Rovere, fu motivo di grande gioia per la duchessa che si riavvicinò alla coppia alternandosi tra Pesaro e Urbino. Ma la nuova serena situazione familiare durò poco: il duca, infatti, messo in sospetto dai suoi consiglieri sul comportamento di Livia, le ordinò di tornare presso di lui allontanandola dal figlio.

### Verso l'estinzione del ducato
Poco dopo, il 29 giugno 1623, l'improvvisa morte del diciottenne Federico Ubaldo cambiò il destino di Livia e dell'intero Stato, che si ritrovò nuovamente senza una diretta discendenza maschile, quindi con la prospettiva di estinguersi alla morte del duca Francesco Maria II della Rovere. Il giovane fu sepolto nelle Grotte del duomo di Urbino. Il lutto provocherà anche il rientro alla corte medicea della nuora Claudia e della nipotina Vittoria, lasciando Livia sola con l'anziano coniuge.

### La morte del duca
Pochi anni dopo, nel 1631, il duca scomparve all'età di 82 anni, lasciando la quarantaseienne duchessa completamente isolata.
Il destino del ducato era ormai segnato e il papa Urbano VIII costrinse Livia ad accettare come modesta compensazione il governo di Rocca Contrada e Corinaldo, a cui si aggiunsero in seguito Gradara e San Lorenzo in Campo, antico dominio di suo padre. Inoltre fu separata dal fratello Giulio della Rovere che morirà nel 1636 e le venne impedito di raggiungere la nipotina a Firenze, nonostante i buoni rapporti con la corte medicea e i ripetuti inviti della stessa. L'unica eccezione fu rappresentata dalle nozze di Vittoria, erede dell'intero patrimonio allodiale Roveresco, con il granduca Ferdinando II de' Medici nel 1637.

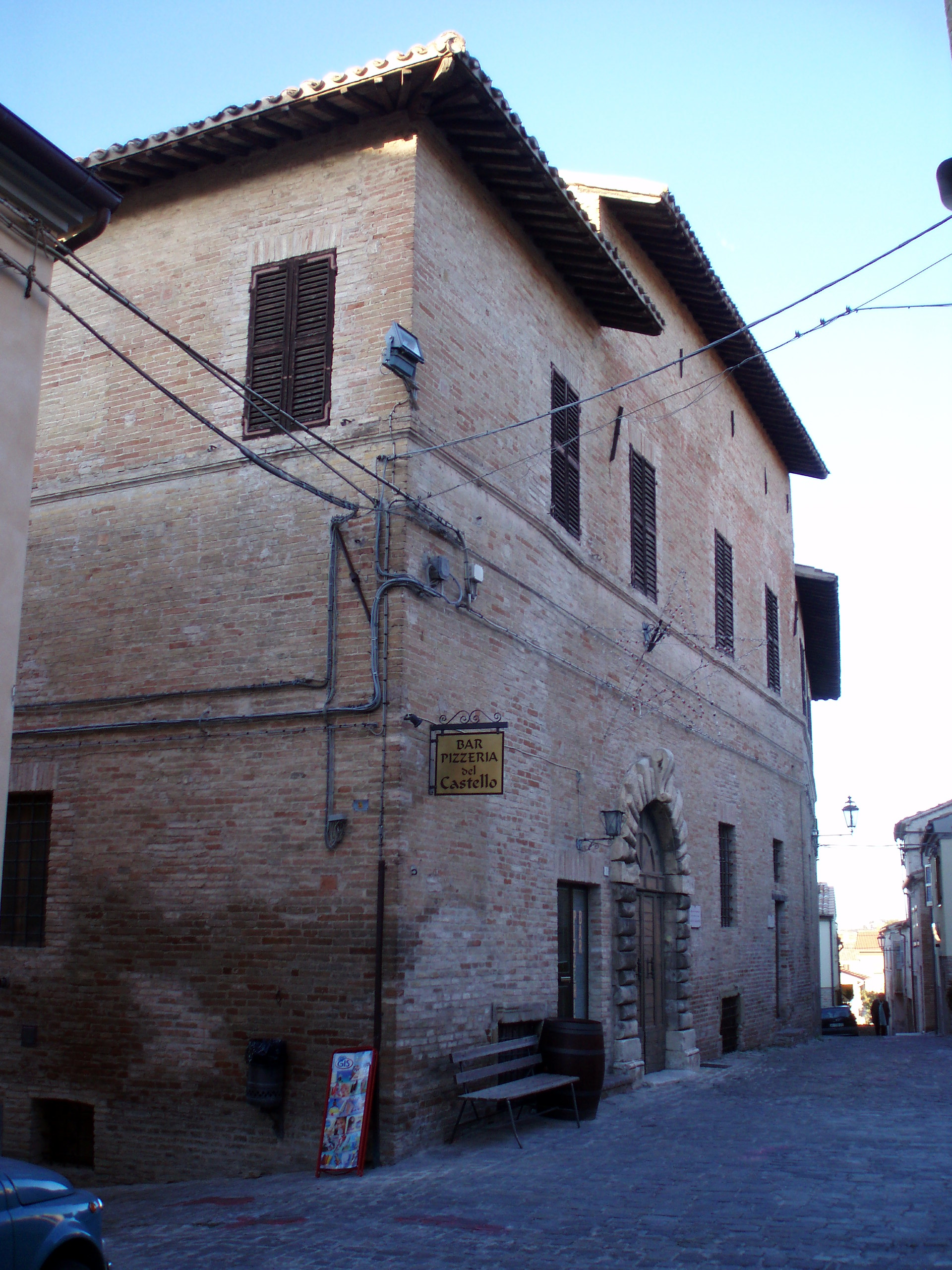
Castelleone di Suasa: palazzo Compiano-Della Rovere, dove Livia visse gli ultimi anni e morì

### Gli ultimi anni
Ormai totalmente lontana da tutti i suoi affetti, Livia si ritirò nel feudo paterno di Castelleone nel palazzo della Rovere costruito dal genitore stesso. Qui trascorse gli ultimi anni della sua infelice vita e morì il 6 luglio 1641. Fu tumulata nella chiesa pesarese delle monache del Corpus Domini, secondo la sua volontà documentata nell'atto di morte dell'archivio parrocchiale del borgo.
(Libro di morti ab anno 1635 usque 1673 dell'Archivio parrocchiale di Castelleone di Suasa)
Proprietaria di un'enorme quantità di opere artistiche e ricchezze accumulate negli anni d'oro del ducato, nominò unica erede la nipote Vittoria della Rovere. In seguito a questa decisione gran parte dei beni artistici dei Della Rovere saranno poi asportati da Urbino (per esempio il doppio ritratto dei duchi di Urbino, Federico da Montefeltro e Battista Sforza, di Piero della Francesca) per essere trasferiti a Firenze nelle collezioni dei Medici o a Roma nei palazzi papali.

## Ascendenza
|                               |                    |                               | Genitori                     |  |  | Nonni |  |  | Bisnonni                       |  |  | Trisnonni             |  |
|                               |                    |                               |                              |  |  |       |  |  | Francesco Maria I della Rovere |  |  | Giovanni della Rovere |  |
|                               |                    |                               |                              |  |  |       |  |  | Francesco Maria I della Rovere |  |  | Giovanni della Rovere |  |
|                               |                    | Giovanna da Montefeltro       |                              |  |  |       |  |  | Francesco Maria I della Rovere |  |  |                       |  |
| Cardinale Giulio della Rovere |                    |                               |                              |  |  |       |  |  | Francesco Maria I della Rovere |  |  |                       |  |
|                               |                    | Eleonora Gonzaga della Rovere | Francesco II Gonzaga         |  |  |       |  |  |                                |  |  |                       |  |
|                               |                    | Eleonora Gonzaga della Rovere | Francesco II Gonzaga         |  |  |       |  |  |                                |  |  |                       |  |
|                               |                    | Eleonora Gonzaga della Rovere | Isabella d'Este              |  |  |       |  |  |                                |  |  |                       |  |
| Ippolito della Rovere         |                    | Eleonora Gonzaga della Rovere |                              |  |  |       |  |  |                                |  |  |                       |  |
|                               |                    | …                             | …                            |  |  |       |  |  |                                |  |  |                       |  |
|                               |                    | …                             | …                            |  |  |       |  |  |                                |  |  |                       |  |
|                               |                    | …                             | …                            |  |  |       |  |  |                                |  |  |                       |  |
| Leonora N.                    |                    | …                             |                              |  |  |       |  |  |                                |  |  |                       |  |
|                               |                    | …                             | …                            |  |  |       |  |  |                                |  |  |                       |  |
|                               |                    | …                             | …                            |  |  |       |  |  |                                |  |  |                       |  |
|                               |                    | …                             | …                            |  |  |       |  |  |                                |  |  |                       |  |
| Livia della Rovere            |                    | …                             |                              |  |  |       |  |  |                                |  |  |                       |  |
|                               | Alessandro Vitelli | Paolo Vitelli                 |                              |  |  |       |  |  |                                |  |  |                       |  |
|                               | Alessandro Vitelli | Paolo Vitelli                 |                              |  |  |       |  |  |                                |  |  |                       |  |
|                               | Alessandro Vitelli | …                             |                              |  |  |       |  |  |                                |  |  |                       |  |
| Jacopo Vitelli                | Alessandro Vitelli |                               |                              |  |  |       |  |  |                                |  |  |                       |  |
|                               |                    | Angela de' Rossi              | Troilo I de' Rossi           |  |  |       |  |  |                                |  |  |                       |  |
|                               |                    | Angela de' Rossi              | Troilo I de' Rossi           |  |  |       |  |  |                                |  |  |                       |  |
|                               |                    | Angela de' Rossi              | Bianca Riario                |  |  |       |  |  |                                |  |  |                       |  |
| Isabella Vitelli              |                    | Angela de' Rossi              |                              |  |  |       |  |  |                                |  |  |                       |  |
|                               |                    | Ferdinando Orsini             | Francesco Orsini             |  |  |       |  |  |                                |  |  |                       |  |
|                               |                    | Ferdinando Orsini             | Francesco Orsini             |  |  |       |  |  |                                |  |  |                       |  |
|                               |                    | Ferdinando Orsini             | Maria Todeschini Piccolomini |  |  |       |  |  |                                |  |  |                       |  |
| Livia Orsini                  |                    | Ferdinando Orsini             |                              |  |  |       |  |  |                                |  |  |                       |  |
|                               |                    | Maria Castriota Scanderbeg    | Giovanni Castriota           |  |  |       |  |  |                                |  |  |                       |  |
|                               |                    | Maria Castriota Scanderbeg    | Giovanni Castriota           |  |  |       |  |  |                                |  |  |                       |  |
|                               |                    | Maria Castriota Scanderbeg    | Giovanna Caetani d’Aragona   |  |  |       |  |  |                                |  |  |                       |  |
|                               |                    | Maria Castriota Scanderbeg    |                              |  |  |       |  |  |                                |  |  |                       |  |